# Carrefour (Haiti)
Carrefour (em crioulo haitiano, Kafou) é uma comuna do Haiti, situada no departamento do Oeste e no arrondissement de Porto do Príncipe. De acordo com o censo de 2003, sua população total é de 373 916 habitantes.
A cidade é mal desenvolvida em infraestrutura básica, sendo uma comuna que exporta sua mão de obra para Port Principe, a capital do país.